# Stefan Velev
Stefan Dimitrov Velev (in bulgaro Стефан Димитров Велев?; Sofia, 2 maggio 1989) è un calciatore bulgaro, centrocampista del Botev Ihtiman.

## Carriera

### Club
Ha giocato nella prima divisione bulgara, in quella georgiana ed in quella rumena.

### Nazionale
Tra il 2012 ed il 2016 ha giocato 4 partite con la nazionale bulgara.

## Palmarès

### Club

#### Competizioni nazionali
- Coppa di Bulgaria: 2

Beroe: 2012-2013
Slavia Sofia: 2017-2018
- Coppa di Georgia: 1

Dinamo Tbilisi: 2015-2016
- Campionato georgiano: 1

Dinamo Tbilisi: 2015-2016